# Fred Swaniker
Fred Swaniker (né en  1977) est un entrepreneur ghanéen et un expert en développement du leadership. Il a lancé quatre organisations qui visent à développer des leaders, principalement en Afrique. Il est le fondateur de African Leadership Academy et l'Africa Leadership University basé à Kigali au Rwanda. C'est le fondateur aussi de l' African Leadership Network et de Global Leadership Adventures.

## Formation et enfance
Son père est un avocat et un magistrat. À quatre ans, il dut fuir le Ghana après le coup d'État.  Avant ses dix-huit ans, il a vécu dans quatre pays africain. Il a fait une partie de ses études au Macalester College dans le  Minnesota. Il travailla par la suite pour la firme de conseil en management McKinsey & Company à Johannesbourg avant d'entreprendre  un diplôme de MBA à Standford en Californie. À la fin de ses études, il fut distingué comme un Arjay Miller Scholar le reconnaissant comme faisant partie des 10% du groupe des meilleurs étudiants de sa promotion.

## Carrière
Lors de ses études à Standford, il rédigea un plan d'affaires pour la création d'une école : l'African Leadership Academy. Une école à visée pan-africaine pour former les leaders nécessaire à l'Afrique d'aujourd'hui. Sa conviction est que l'un principalement frein du développement de l'Afrique est le manque cruel de leadership des élites actuelles. Grâce à ses relations développées en Californie dans la Silicon valley, il put se faire financer et lancer l'école immédiatement à la fin de ses études à Standford en 2004. 
L'école enseigne les compétences de leadership et d'entrepreneur aux étudiants issus de tous les pays d'Afrique en les préparant aussi des études universitaires.. Depuis 2017, presque 1,000 future leaders ont joint les rangs de l'académie. Pour la plupart des étudians, les frais de scolarité sont supprimés en échange de la promesse de travailler en Afrique à la suite de leurs études.
En 2014, lors d'une conférence TED au Brésil, Swaniker a annoncé l'élargissement de sa vision : un nouveau réseau de 25 universités africaines qui formerait à terme 3 millions de dirigeants d'ici 2060,.
À partir de 2016, deux campus furent ouverts : un sur l'île Maurice et le second au Rwanda à Kigali. Le magazine américain  Fast Company  a identifié ce réseau d'école et universités comme l'une des entreprises les plus innovatrices en Afrique. Par ailleurs, le média CNN a présenté ce projet comme le Havard d'Afrique,.
Graca Machel, ex-ministre de l'éducation du Mozambique et veuve de  Nelson Mandela, est devenue le recteur de l'université  et  Donald Kaberuka, ex-Président de la banque africaine de développement, fait partie du conseil d'administration.